# Ryohei Koba
Ryohei Koba (n. 13 decembrie 1962, Kagoshima, Japonia) este un trăgător de tir ce a reprezentat Japonia, medaliat olimpic. A participat la 3 ediții ale Jocurilor Olimpice (1984, 1988, 1992) în care a câștigat o medalie de bronz.